# Stalag 17
Stalag 17 è un film del 1953 diretto da Billy Wilder, ambientato in un campo di internamento tedesco, il campo numero 17 appunto.
È noto in Italia anche col titolo Stalag 17 - L'inferno dei vivi.

## Trama
Uno dei prigionieri statunitensi reclusi nello Stalag 17 è in realtà una spia tedesca, infiltratosi per conto dei nazisti. L'uomo scopre i piani di fuga dei compagni e li trasmette alle guardie del campo mediante un abile sistema segreto. Sefton, un altro prigioniero statunitense, ingiustamente accusato di essere la spia, alla fine smaschera l'infiltrato e riesce a farlo uccidere, per poi fuggire dal campo.

## Produzione
Il film fu adattato da Wilder ed Edwin Blum dalla commedia di Donald Bevan ed Edmund Trzcinski, rappresentata a Broadway. La trama è basata sull'esperienza di Bevan e Trzcinski come prigionieri di guerra nello Stalag 17B in Austria. Trzcinski stesso compare nel film nella parte di un prigioniero.
La commedia fu diretta da José Ferrer e vide il debutto a Broadway di John Ericson, nella parte di Sefton. La piece fu presentata prima al Edwin Burke Memorial Theater di The Lambs, un club teatrale, l'11 marzo 1951, quindi iniziò le sue rappresentazioni a Broadway nel maggio 1951 e continuò per 472 repliche. Il personaggio di Sefton fu abbozzato su Joe Palazzo, un compagno di prigionia di Trzcinski. La trama fu riscritta ampiamente da Wilder e da Blum.

## Colonna sonora
- When Johnny Comes Marching Home (1863) - scritta da Louis Lambert
- Jingle Bells (1857) - musica di James Lord Pierpont, cantata da un prigioniero
- Adeste Fideles (1782) - musica di John Francis Wade
- I Love You (Je t'aime) (1923) - musica di Harry Archer, parole di Harlan Thompson, cantata da Ross Bagdasarian

## Riconoscimenti
- 1954 - Premio Oscar
  - Miglior attore protagonista a William Holden
  - Candidatura Migliore regia a Billy Wilder
  - Candidatura Miglior attore non protagonista a Robert Strauss
- 1953 - National Board of Review Award
  - Migliori dieci film